# ダ・カーポ (演奏記号)

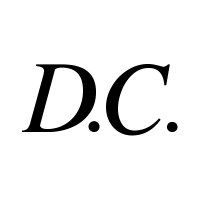
ダ・カーポ

ダ・カーポ（イタリア語: da capo）は、西洋音楽の楽譜において曲の冒頭へ戻ることを指示する演奏記号で、「Da Capo」ないし「D.C.」と記される。

## 語源・歴史
イタリア語の capo は英語の head に相当し、体の一部としての「頭」を意味するほか、物事の「冒頭」「はじめ」を表す。また、da は英語の from に相当する前置詞で、これらを合わせると、da capo ＝ from head、すなわち「頭から」という意味になる。Da Capo とは楽譜の先頭に戻って演奏することをイタリア語で指示したものである。
バロック音楽では多用されたが、古典派の時代から徐々に、楽譜の一区間をそのまま繰り返すことよりも、変奏や展開を盛り込んだ多様な音楽の変化・進展をより求めるようになったため、同じ楽句を繰り返して使用するためのこの記号が用いられることは次第に少なくなっていった。ロマン派以降は更に用いられることが減ったが、ポピュラー音楽においては現在でもよく使われる一般的な記号である。

## 用法
古い音楽の中には多く用いられ、よく「A+B+A'」の三部形式（複合三部形式）におけるトリオ（中間部）の後にこの記号が置かれた。繰り返した後は fine （フィーネ、「終結」の意）かまたはフェルマータ記号が記されている箇所において曲を終えることとされる。またその際には、特に注意書きがない場合であっても、伝統的に繰り返し記号（ ）は無視して進めることとされる。時に、da capo al fine と丁寧に記されている場合もある。イタリア語の al は a + il の結合型で、英語の to + the に相当するため、da capo al fine ＝ from head to the end、すなわち「頭から終わり（と書いてあるところ）まで（演奏せよ）」という意味になる。
曲頭ではなく曲中の箇所へ戻りたい場合には、ダル・セーニョ（dal segno）を用いる。

## 文字コード
| 記号 | Unicode | JIS X 0213 | 文字参照            | 名称                   |
| ---- | ------- | ---------- | ------------------- | ---------------------- |
| 𝄊    | U+1D10A | -          | &#x1D10A; &#119050; | musical symbol da capo |